# Birte Heribertson
Birte Heribertson (født Birte Margareta Tengeborg; 6. september 1963 i Trelleborg) er en svensk skuespillerinde. Hun blev uddannet på Teaterhögskolan i Malmö og har medvirket i tv-produktioner som Wallander og Broen, samt film som Maria Larssons evige øjeblik (2008) og Dom over død mand (2012).

## Privatliv
Hun er gift med skuespilleren Bertram Heribertson. Parret bor i Malmø og har to børn sammen.

## Filmografi
- Den 5. kvinde (tv-serie, 2002)
- Wallander (tv-serie, 2005)
- Maria Larssons evige øjeblik (2008)
- Dom over død mand (2012)
- Broen (tv-serie, 2013)
- Den perfekte familie (tv-serie, 2017)
- Den tynde blå linje (tv-serie, 2021)
- Banandansen (2023)